# Рік Валлін
Рік Валлін ( ім'я при народженні: Ерік Ефрон ; 24 вересня 1919 — 31 серпня 1977) — американський актор, який знявся у більш ніж 150 фільмах між 1938 і 1966 роками.

## Ранні роки
Рік Валлін народився 24 вересня 1919 року у Феодосії, на території Криму, який на той час знаходився під контролем Збройних Сил Півдня Росії. Його батько - білий офіцер, загинув під час оборони Криму від Червоної армії. А його мати - Надія Яценко була балериною. У 1921 році Рік та його мати покидають Крим на кораблі «Маскегон»  та прибувають у порт Бостона 6 травня 1922 року. Вже будучи підлітком, він почав працювати з нью-йоркськими фондовими компаніями та вперше з'явився на Бродвеї у 1939 році. 

## Кар'єра
Сценічну кар'єру розпочав у 1940 році в театрі Hollytown. У кіно дебютував з епізодичної, незазначеної ролі у фільмі Freshman Year («Рік першокурсника»), після чого виконував другорядні ролі на різних кіностудіях. У 1942 році приєднався до Pasadena Playhouse і отримав першу помітну роль у фільмі The Panther’s Claw («Кіготь пантери»), де знімався разом із Сідні Блекмером. Того ж року з’явився у фільмі Secrets of the Lone Wolf («Секрети спільного видання») з Отто Крюгером.
У 1943 році Валлін здобув ширше визнання, зігравши лиходія у дитячій комедії Clancy Street Boys («Хлопці з вулиці Кленсі»). Продюсер Сем Кацман, високо оцінивши його зовнішність та акторську гру, залучив його до кількох подальших проєктів, спочатку у фільмі Ghosts on the Loose («Привиди на волі »), а згодом у Smart Guy («Розумник»), що став єдиною головною роллю Валліна. Після переходу Кацмана з Monogram Pictures до Columbia Pictures, Валлін також змінив студію, ставши постійним актором низки малобюджетних фільмів категорії B. Упродовж наступного десятиліття він стабільно працював у численних кінопроєктах, виконуючи ролі вуличних журналістів, лиходіїв, героїчних персонажів та екзотичних тубільців. Також виступав як голос за кадром у трейлерах до майбутніх релізів.
Актор періодично з’являвся у телевізійних серіалах, серед яких: Brave Eagle («Хоробрий орел»), Sheriff of Cochise («Шериф Кочіза»), Bat Masterson («Бет Мастерсон»), Jefferson Drum («Джефферсон Драм») , The Adventures of Wild Bill Hickok («Пригоди дикого Білла Хікока»), The Lone Ranger («Самотній рейнджер»), The Life and Legend of Wyatt Earp («Вайатт Ерп»), а також Adventures of Superman («Пригодах Супермена»), The Gene Autry Show («Шоу Джина Отрі») і The Roy Rogers Show («Шоу Роя Роджерса») . Остання поява Валліна на екрані відбулася у 1966 році в серіалі Daniel Boone («Деніел Бун»), де він виконав гостьову роль.

## Смерть
Валлін помер у Лос-Анджелесі, Каліфорнія, у віці 57 років. Він похований у Меморіальному парку Іден у Мішн-Гіллз, Каліфорнія.

## Вибрана фільмографія
| Рік  | Назва                                   | Роль                                                              |  |
| ---- | --------------------------------------- | ----------------------------------------------------------------- |  |
| 1938 | Рік першокурсника                       | Старшокурсник (не вказаний у титрах)                              |  |
| 1938 | Дім газетярів                           | Газетяр (не вказаний у титрах)                                    |  |
| 1938 | Драматична школа                        | Студент (не вказаний у титрах)                                    |  |
| 1941 | Відчайдушний вантаж                     | Радіооператор Стівенс                                             |  |
| 1941 | Ескорт-дівчина                          | Джек                                                              |  |
| 1941 | Корсиканські брати                      | Друг де Ревено в опері (не вказаний у титрах)                     |  |
| 1942 | Пробач мої смуги                        | Ред (не вказаний у титрах)                                        |  |
| 1942 | Дівчина для сну                         | Клерк (не вказаний у титрах)                                      |  |
| 1942 | Кіготь пантери                          | Ентоні "Тоні" Еббот                                               |  |
| 1942 | Політ з музикою                         | Хуан Бреганза (не вказаний у титрах)                              |  |
| 1942 | Небезпеки королівської кінноти (серіал) | Малий Вовк                                                        |  |
| 1942 | Дружні вороги                           | Солдат (не вказаний у титрах)                                     |  |
| 1942 | Король жеребців                         | Сіна-Ога (Малий Койот)                                            |  |
| 1942 | Молодь на параді                        | Клієнт (не вказаний у титрах)                                     |  |
| 1942 | Секрети студентки                       | Нік Джордан                                                       |  |
| 1942 | Стій на всіх мережах                    | Інженер звукової контрольної кімнати (не вказаний у титрах)       |  |
| 1942 | Леді з Чункіна                          | Родні Карр                                                        |  |
| 1943 | Ніч для злочину                         | Артур Еванс, шофер                                                |  |
| 1943 | Коррегідор                              | Капрал Пінкі Мейсон                                               |  |
| 1943 | Хлопці з вулиці Кленсі                  | Джордж Муні                                                       |  |
| 1943 | Вершники Ріо-Гранде                     | Том Оуенс                                                         |  |
| 1943 | Привиди на волі                         | Джек                                                              |  |
| 1943 | Острів забутих гріхів                   | Джонні Пасифік                                                    |  |
| 1943 | Сліди на заході                         | Доктор Джон Флітвінг                                              |  |
| 1943 | Майже вісімнадцять                      | Тоні Морган                                                       |  |
| 1943 | Розумник                                | Джонні Рейган                                                     |  |
| 1943 | Пісня пустелі                           | Французький офіцер (не вказаний у титрах)                         |  |
| 1944 | Яструб пустелі (серіал)                 | (не вказаний у титрах)                                            |  |
| 1944 | Армійські дружини                       | Барні                                                             |  |
| 1945 | Секрети студентки                       | Пол Рейнольдс                                                     |  |
| 1946 | Небезпечні гроші                        | Тао Еріксон                                                       |  |
| 1947 | Північно-західний форпост               | Довкін                                                            |  |
| 1947 | Останній з червоношкірих                | Ункас                                                             |  |
| 1947 | Морський гончак (серіал)                | Маніла Піт                                                        |  |
| 1947 | Дві блондинки та рудоволоса             | Фредді Ейнслі                                                     |  |
| 1947 | Брік Бредфорд                           | Сенді Сандерсон                                                   |  |
| 1948 | Боб і Саллі                             | Джим Купер                                                        |  |
| 1948 | Джунглі Джим                            | Колу, вождь масаїв                                                |  |
| 1949 | Чарівне джерело Тарзана                 | Гірський лідер, стрілець палаючої стріли (не вказаний у титрах)   |  |
| 1949 | Пагорб конюшини                         | Олівер Метьюз                                                     |  |
| 1949 | Тунець-кліпер                           | Сільвестре Перейра                                                |  |
| 1949 | Бетмен і Робін                          | Баррі Браун                                                       |  |
| 1949 | Пригоди сера Галагада (серіал)          | Сер Гавейн                                                        |  |
| 1949 | Життя святого Павла (серіал)            | Людина в Лістрі                                                   |  |
| 1950 | Акула-вбивця                            | Джо, член екіпажу                                                 |  |
| 1950 | Коді з Поні-Експресу (серіал)           | Бандит Денвер (розділи 1–4)                                       |  |
| 1950 | Територія команчів                      | Паканах                                                           |  |
| 1950 | Полонена дівчина                        | Вождь Махала                                                      |  |
| 1950 | Державна в'язниця                       | Том, тюремний охоронець                                           |  |
| 1950 | Сніговий пес                            | Луї Бланшар                                                       |  |
| 1950 | Атомна людина проти Супермена           | Працівник енергетичної компанії (розділ 9) (не вказаний у титрах) |  |
| 1950 | Патруль Ріо-Гранде                      | Капітан Альберто Тревіно                                          |  |
| 1950 | Контррозвідка зустрічає Скотланд-Ярд    | Агент Маккалоу                                                    |  |
| 1950 | Податковий агент                        | Ел Чалупка, бандит                                                |  |
| 1951 | Борці з береговою охороною              | Морський піхотинець (не вказаний у титрах)                        |  |
| 1951 | Ревіння залізного коня                  | Білий Орел (розділи 1–3, 6, 12) (не вказаний у титрах)            |  |
| 1951 | Коли червоношкірі їздили                | Дюпре (не вказаний у титрах)                                      |  |
| 1951 | Острів ураганів                         | Коба (не вказаний у титрах)                                       |  |
| 1951 | Полювання в джунглях                    | Вождь Боно                                                        |  |
| 1951 | Жовтий плавник                          | Ян                                                                |  |
| 1951 | Чарівний килим                          | Абдул                                                             |  |
| 1951 | Капітан Відео: Володар стратосфери      | Рейнджер Браун (розділи 7–8, 11, 13) (не вказаний у титрах)       |  |
| 1952 | Самотня зірка                           | Апачі-сміливий (не вказаний у титрах)                             |  |
| 1952 | Аладін та його лампа                    | Капітан гвардії                                                   |  |
| 1952 | Король Конго                            | Андреов                                                           |  |
| 1952 | Вори Дамаску                            | Охороник                                                          |  |
| 1952 | Чорний яструб                           | Стен / Борис                                                      |  |
| 1952 | Дивне захоплення                        | Карло                                                             |  |
| 1952 | Син Джеронімо: Месник Апачі             | Підручний Іді                                                     |  |
| 1952 | Жінка в темряві                         | Філ Морелло                                                       |  |
| 1952 | Тигр вуду                               | сержант Боно                                                      |  |
| 1953 | Зірка Техасу                            | Техаський рейнджер Вільям Венс                                    |  |
| 1953 | Садиби                                  | Слім                                                              |  |
| 1953 | Саломея                                 | Моряк (в титрах не вказаний)                                      |  |
| 1953 | Трейл Блейзерс                          | Офіцер Лундіг                                                     |  |
| 1953 | Стрілець                                | Лео Санті                                                         |  |
| 1953 | Топіка                                  | Рей Хеммонд                                                       |  |
| 1953 | Бойовий законник                        | Мануель Джексон                                                   |  |
| 1954 | Золотий ідол                            | Абдулла                                                           |  |
| 1954 | Мама й тато Кетл вдома                  | Індіанець                                                         |  |
| 1954 | Громовий перевал                        | Регер                                                             |  |
| 1954 | Катання з Баффало Біллом                | Реб Морган                                                        |  |
| 1954 | Знак язичника                           | Кавалерійський офіцер                                             |  |
| 1954 | День тріумфу                            | Джеймс                                                            |  |
| 1955 | Бауері до Багдада                       | Селім                                                             |  |
| 1955 | Скарби Рубінових пагорбів               | Роберт Вернон                                                     |  |
| 1955 | Набери Червоне О                        | заступник Кларк                                                   |  |
| 1955 | Людина з Гіркого хребта                 | громадянин                                                        |  |
| 1955 | Пригоди Капітана Африки                 | Тед                                                               |  |
| 1955 | Король карнавалу                        | Арт Керр                                                          |  |
| 1955 | Червоне пальто                          | кінний лейтенант супроводу                                        |  |
| 1955 | Під прицілом                            | Мур                                                               |  |
| 1956 | Небезпеки пустелі                       | Ведмедик                                                          |  |
| 1956 | Терор опівночі                          | офіцер поліції Гаудіно                                            |  |
| 1956 | Гравець Дикого Західу                   | гравець у покер                                                   |  |
| 1956 | Три для Джеймі Доуна                    | поліцейський                                                      |  |
| 1956 | Брати-пістолети                         | Гомез                                                             |  |
| 1956 | Борець з проблемами                     | Вік Савіні                                                        |  |
| 1956 | Від цього не втечеш                     | журналіст                                                         |  |
| 1956 | Голий пістолет                          | Саваж                                                             |  |
| 1956 | Неприручена господиня                   | поплічник                                                         |  |
| 1957 | Штормовий вершник                       | Джек Фейлан                                                       |  |
| 1957 | Знак маршала Бреннана                   | заступник Джоді                                                   |  |
| 1957 | Льотчик                                 | сержант                                                           |  |
| 1957 | Рейдери Старої Каліфорнії               | Берт                                                              |  |
| 1957 | Історія Тіхуани                         | Рікардо                                                           |  |
| 1957 | Втеча з Червоної скелі                  | Джадд Боумен                                                      |  |
| 1958 | Батіг                                   | Маршал Хендрікс                                                   |  |
| 1959 | Пірс №5, Гавана                         | Пабло                                                             |  |
| 1960 | Маг Багдаду                             | охоронець                                                         |  |
| 1964 | Швидкий пістолет                        | Джейсон                                                           |  |

### Серіали
| Рік        | Назва                       | Роль                                                                                                  |  |
| ---------- | --------------------------- | --- |  |
| 1952       | Пригода Кіта Карсона        | поплічник / Пайні / Боб Мейсон / Депутат Мартон                                                       |  |
| 1952- 1954 | Хопалонг Кесседі            | Марко Родрігес / Рамон Торрес / Доктор Джонні Толл Хорс                                               |  |
| 1952- 1956 | Пригоди дикого Білла Хікока | Піт / поплічник Мелфорд / Френк Нортон                                                                |  |
| 1953       | Дні у Долині Смерті         | лейтенант Боб Гастінгс / Род Росс                                                                     |  |
| 1953- 1954 | Шоу Джина Отрі              | Янсі — помічник стрілка / Васко — ватажок банди / Док Маккой / Великий Тім Брейді                     |  |
| 1953- 1957 | Шоу Роя Роджерса            | Стентон / Джим Вілсон                                                                                 |  |
| 1954–1956  | Енні Оклі                   | поплічник Ел / Ел / Біллі / Дитина Ейбілін / Джо МакГі / Дойл / Гіл Воррен / Джонні Сторм / Розбійник |  |
| 1955–1956  | Життя і легенда Уайтта Ерпа | Зак Ньюком / Бафф Янсі                                                                                |  |
| 1955–1958  | Пригоди Супермена           | Палліні, людська муха / Рік Сейбл / Прюітт - бандит №1 / Обличчя зі шрамом                            |  |
| 1956       | Чотиризірковий театр        | офіцер                                                                                                |  |
| 1957       | Патруль                     | Сімпсон                                                                                               |  |
| 1957       | Офіційний детектив          | Готі                                                                                                  |  |
| 1957       | Пригоди Рін-Тін-Тін         | Крокі Бер / Гавеха                                                                                    |  |
| 1958       | Отряд "М"                   | "Блакитний індиго" - клієнт у танцювальній залі                                                       |  |
| 1961       | Бат Мастерсон               | Дженкс                                                                                                |  |
| 1966       | В'язень                     | |  |
| 1966       | Деніел Бун                  | Вартовий (остання роль)                                                                               |  |